# Jacobson contro Massachusetts
Jacobson contro Massachusetts è una sentenza della Corte suprema degli Stati Uniti d'America del 1905, in cui i giudici hanno esplicitamente affermato, la piena legalità degli Stati federati nell’applicare, in virtù dei “poteri di polizia” ad essi spettanti, e ai fini di “protezione della sicurezza e della salute pubblica”, ragionevoli leggi sanitarie e d’ordine pubblico, nonché eventuali sanzioni annesse, qualora vi sia un grave pericolo pubblico che necessiti di un intervento legislativo appropriato.

## Origine del contenzioso
La questione originò nel 1902, quando, in seguito allo scoppio di un’epidemia di vaiolo nello Stato del Massachusetts, il Distretto sanitario della città di Cambridge impose, appellandosi ad una clausola di una legge (la c. 75, § 137 del “Revised Laws of that Commonwealth”) emanata qualche tempo prima dalla Corte Generale del Massachusetts (la legislatura dello Stato federato), la vaccinazione o la rivaccinazione obbligatoria per tutti gli abitanti della zona maggiori di 21 anni, con sanzioni pari a 5$ (circa 157$ odierni) per chiunque si fosse rifiutato di ricevere il vaccino.
In seguito all’imposizione di tale obbligo, tuttavia, il pastore della cittadina, Henning Jacobson, di origini svedesi, si oppose fermamente a farsi inoculare il vaccino: egli, infatti, che aveva vissuto un'era di vaccinazioni obbligatorie altamente efficaci nel suo paese d’origine atte a eradicare il vaiolo, aveva sì già ricevuto il vaccino in Svezia, ma, poiché subì alcuni “effetti collaterali” dall’inoculazione di quest’ultimo, sviluppò una fobia tale da non volersi far rivaccinare. In sua difesa, egli affermò che "lui e suo figlio avevano avuto cattive reazioni alle vaccinazioni precedenti da bambini" e che lo stesso Jacobson "aveva subìto grandi ed estreme sofferenze per un lungo periodo da una malattia prodotta dalla vaccinazione", ipotizzando una sorta di condizione ereditaria che rendeva il vaccino contro il vaiolo particolarmente pericoloso per la sua famiglia.
A causa del suo rifiuto di vaccinarsi, Jacobson è quindi stato multato di 5 dollari, secondo le disposizioni della legge statale, ma il pastore si è ciononostante rifiutato di pagarli, portando quindi il caso in tribunale e sostenendo che “essere sottoposto ad una multa o a una reclusione per aver trascurato o rifiutato la vaccinazione fosse stata un'invasione della sua libertà personale, essendo la legge irragionevole, arbitraria ed oppressiva”.

## Opinione della Corte
Con una maggioranza di 7-2 per il Massachusetts, il giudice John Marshall Harlan pronunciò la sentenza in nome della Corte. Secondo i giudici, infatti, la legge del Massachusetts non aveva violato, come affermato da Jacobson, il XIV emendamento della Costituzione, visto che "in ogni società ben ordinata, essendo questa incaricata del dovere di conservare la sicurezza dei suoi membri, i diritti dell'individuo in relazione alla sua libertà possono a volte, sotto la pressione di grandi pericoli, essere sottoposti a tale restrizione, attuata tramite regolamenti ragionevoli, come può esigere la sicurezza del pubblico in generale" e che "la [r]eale libertà per tutti non potrebbe esistere seguendo l'esercizio di un principio che riconosce il diritto di ogni individuo di usare indiscriminatamente la propria [libertà] per quanto riguarda la sua persona o la sua proprietà, indipendentemente dal danno che può essere fatto ad altri".
Inoltre, la Corte ha dichiarato che le vaccinazioni obbligatorie non sono né arbitrarie né oppressive finché non vadano "ben oltre ciò che è ragionevolmente richiesto per la sicurezza del pubblico". Nel caso del Massachusetts, con il vaiolo "prevalente e in aumento a Cambridge", il regolamento in questione era "necessario per proteggere la salute [...] e garantire la sicurezza pubblica".
Riguardo poi alle obiezioni mosse da Jacobson, secondo cui “molti nella comunità medica credevano che il vaccino contro il vaiolo non avrebbe fermato la diffusione della malattia e che, in effetti, avrebbe potuto causare altre malattie del corpo”, la Corte ha affermato che le opinioni offerte da Jacobson erano "più formidabili per il loro numero che per il loro valore intrinseco" (cioè non basate su fatti, ma solo numerose) e che pertanto, fosse esclusivo compito del legislatore, non dei tribunali, determinare quale delle varie "modalità sarebbe stata probabilmente la più efficace per la protezione del pubblico dalle malattie". Nessuno, infatti, avrebbe potuto "affermare con fiducia che i mezzi prescritti dallo Stato a tal fine non avessero alcuna relazione reale o sostanziale con la protezione della salute pubblica e della sicurezza pubblica".
In conclusione, pur dando ragione al Massachusetts, la Corte ha tuttavia anche riconosciuto che, in "casi estremi" e per alcuni individui "in una particolare condizione di [...] salute", il requisito della vaccinazione sarebbe stato "crudele e disumano" e che, perciò, in tal caso, i tribunali avrebbero potuto avere il potere di interferire al fine di "prevenire il torto e l'oppressione". Tuttavia, la suddetta eccezione non era "destinata ad essere applicata ad un caso del genere" e Jacobson non aveva neppure offerto "alcuna dimostrazione effettiva che, a causa della sua condizione, non era un soggetto adatto alla vaccinazione".

## Sviluppi conseguenti
Circa tre anni dopo la sentenza, una serie di cittadini anti-vaccinisti hanno fondato l'Anti-Vaccination League of America per promuovere il principio che "la salute fosse la più grande salvaguardia della natura contro le malattie e che quindi nessuno Stato avesse il diritto di chiedere a chiunque la compromissione di quest’ultima". La Lega ha, successivamente, messo in guardia i cittadini su quelli che riteneva fossero i rischi della vaccinazione e i pericoli di consentire l'intrusione del governo e della scienza nella vita privata, affermando una celebre frase: "Abbiamo ripudiato la tirannia religiosa; abbiamo respinto la tirannia politica; ora dobbiamo sottometterci alla tirannia medica?"
Globalmente, tuttavia, la problematica della vaccinazione contro il vaiolo è stata eliminata, in quanto l'eradicazione globale del morbo, permessa da una campagna di vaccinazione internazionale guidata dall’OMS, è stata confermata nel 1980.
Nel frattempo, la Corte Suprema ha spesso riaffermato la sua decisione in una serie di casi esaminati di lì in poi: fra questi, in Zucht contro King (1922) (grazie al quale si permetteva ad un sistema scolastico di rifiutare l'ammissione a uno studente che non avesse ricevuto una vaccinazione obbligatoria), ed in altri casi basati sull’esercizio di base del potere di polizia statale, come Buck contro Bell, 274 U.S. 200 (1927) (sterilizzazione di persone con disabilità intellettiva), Prince contro Massachusetts, 321 U.S. 158 (1944) (limitazioni sui genitori che hanno figli che distribuiscono opuscoli per strada), Cruzan contro Director, Dipartimento della Salute del Missouri, 497 U.S. 261 (1990) (che consente a uno stato di richiedere "prove chiare e convincenti" di un paziente in merito ai desideri di rimuovere il supporto vitale), Distretto Scolastico di Vernonia 47J contro Acton, 515 U.S. 646 (1995) (che consente test antidroga casuali degli studenti) e Gonzales contro Carhart, 550 U.S. 124 (2007) (mantenendo, tuttavia, il divieto federale di "aborto tardivo alla nascita").

## Solidità della sentenza durante la Pandemia di COVID-19
Durante la diffusione della pandemia di COVID-19 negli Stati Uniti, la sentenza del 1905 è spesso stata citata per giustificare gli ordini di mascherina e di confinamento collettivo ed individuale al fine di interrompere la catena di diffusione del virus.
La causa correlata alla COVID-19 più vicina a una sfida diretta alla “sentenza di Jacobson” è stata Does contro Mills, in cui si è sfidata l’obbligatorietà dell’inoculazione del Vaccino anti COVID-19 imposta dallo Stato del Maine per gli operatori sanitari. Con un voto di 6-3, la Corte Suprema, nel 2021, ha ribadito la sentenza del 1905 negando il risarcimento a coloro che chiedevano un'ingiunzione sull’obbligo.